# Superpuchar Polski w szachach
Superpuchar Polski w szachach – organizowane w latach 2001–2004 przez Polski Związek Szachowy oficjalne drużynowe rozgrywki szachowe o charakterze prestiżowym. W założeniu miały odbywać się w formie dwumeczów pomiędzy zdobywcami złotych i srebrnych medali drużynowych mistrzostw Polski w roku poprzednim, jednakże dwukrotnie (2002, 2003) wicemistrzowie Polski rezygnowali z udziału, a w ich miejsce uczestniczyli zdobywcy brązowych medali.
We wszystkich edycjach zwyciężyła drużyna Polonia Plus GSM Warszawa.

## Wyniki
| Lp. | Rok  | Miasto        | Drużyny                                                                        | Drużyny                                                                          | Wynik   |
| --- | ---- | ------------- | ------------------------------------------------------------------------------ | -------------------------------------------------------------------------------- | ------- |
| 1   | 2001 | Warszawa      | Polonia Plus GSM Warszawa                                                      | PTSz Płock                                                                       | 9 – 3   |
|     |      |               | W.Iwanczuk, J.Bariejew, B.Macieja B.Soćko, P.Blehm, R.Kuczyński, J.Dworakowska | M.Grabarczyk, K.Mitoń, P.Staniszewski A.Jakubiec, B.Grabarczyk, K.Jakubowski     |         |
| 2   | 2002 | Warszawa      | Polonia Plus GSM Warszawa                                                      | Pocztowiec TP SA Poznań                                                          | 10 – 2  |
|     |      |               | W.Iwanczuk, J.Polgar, M.Krasenkow R.Kempiński, T.Markowski, J.Gdański          | K.Urban, W.Schmidt, P.Stempin M.Szeląg, L.Węglarz, J.Owczarzak                   |         |
| 3   | 2003 | Grodzisk Maz. | Polonia Plus GSM Warszawa                                                      | Polfa Grodzisk Mazowiecki                                                        | 8½ – 3½ |
|     |      |               | B.Gelfand, B.Macieja, M.Krasenkow B.Soćko, R.Kempiński, J.Gdański              | P.Acs, Ł.Cyborowski, K.Mitoń, M.Grabarczyk I.Radziewicz, B.Heberla, M.Nurkiewicz |         |
| 4   | 2004 | Warszawa      | Polonia Plus GSM Warszawa                                                      | Polfa Grodzisk Mazowiecki                                                        | 7½ – 4½ |
|     |      |               | B.Gelfand, B.Macieja, T.Markowski B.Soćko, M.Bartel, A.Gasik                   | K.Mitoń, M.Grabarczyk, B.Heberla M.Nurkiewicz, J.Adamski, M.Tazbir, K.Poznańska  |         |